# Ширяевская (Московская область)
Ширя́евская — деревня в муниципальном округе Егорьевск Московской области России.

## География
Деревня Ширяевская расположена в северо-западной части муниципального округа Егорьевск, примерно в 500 метрах к северо-востоку от города Егорьевск. По восточной окраине деревни протекает река Ватаженка. Высота над уровнем моря 136 метров.

## Название
В писцовой книге 1554 года упоминается как починок Остафьево Селище, в котором был двор Ширяйки Федулова. Впоследствии количество Ширяевых увеличилось, и к 1627 году деревня называлась Ширяевская.

## История
До отмены крепостного права жители деревни относились к разряду государственных крестьян.
После 1861 года деревня вошла в состав Нечаевской волости Егорьевского уезда. Приход находился в городе Егорьевске.
В 1926 году деревня входила в Нечаевский сельсовет Егорьевской волости Егорьевского уезда.
До 1994 года Ширяевская входила в состав Ефремовского сельсовета Егорьевского района, а в 1994—2006 годы — Ефремовского сельского округа.
Входит в состав городского поселения Егорьевск.

## Демография
В 1885 году в деревне проживало 116 человек, в 1905 году — 101 человек (52 мужчины, 49 женщин), в 1926 году — 154 человека (79 мужчин, 75 женщин). По переписи 2002 года — 43 человека (19 мужчин, 24 женщины). Население — 40 человек (2010).
| 1859 | 1868 | 1885 | 1905 | 1926 | 2002 | 2006 |
| ---- | ---- | ---- | ---- | ---- | ---- | ---- |
| 90   | ↗99  | ↗116 | ↘101 | ↗154 | ↘43  | ↘34  |
| 2010 |      |      |      |      |      |      |
| ↗40  |      |      |      |      |      |      |